# Coorg National Council
Coorg National Council, politiskt parti i den indiska delstaten Karnataka. CNC hette fram till 2000 Kodagu Rajya Mukti Morcha (Kodagu Delstatsbefrielsefront). CNC arbetar för att en separat delstat för Kodagu-Coorg (viktig kaffeproducerande region) skapas ur en del av dagens Karnataka. Partiets generalsekreterare är N. U. Nachappa.